# プラガ V3S
プラガ V3S（チェコ語: Praga V3S）は､1953年から1990年にかけてチェコスロバキアで生産された全地形対応の多目的トラックである。
元はチェコスロバキア軍用に設計され、72カ国に輸出された。プラガは1964年までトラックを生産し､1986年頃まではアヴィアが、1990年まではBAZが生産した。
Praga V3Sは合計約130万台が生産され､チェコスロバキア軍は半世紀以上にわたって使用していた。Praga V3Sはチェコスロバキアで最も長く生産されたトラックである。

## 開発
トラックの試作段階までの開発には､設計者に6か月しか与えられなかった。彼らは主にアメリカのスチュードベーカーUS3と､ロシアのZiLに影響された。
車軸ギアボックスの設計により､V3Sは最低地上高が高かった｡この構造は優れた地形通過性を持っている一方、最高速度を37 km / hに制限してしまった。
V3Sはさまざまなタイプが製造され、世界各地に広く輸出された｡耐久性があり､人気があり､非常に適応性の高いトラックであったため､V3Sベースの車両は今日でも世界中で見受けることが出来る｡

## 派生型
M53/59プラガ
プラガV3Sをベースとした自走式対空砲。荷台部分に30mm機関砲を連装で装備している。
Vz.51
プラガV3Sに32連装130mm多連装ロケット砲を搭載した自走式ロケット砲。

## 運用国
- アルジェリア
- スロバキア

### 過去の運用国
- チェコ
- チェコスロバキア